# The Last of the Saxons
Pour plus de détails, voir Fiche technique et Distribution.
The Last of the Saxons (« Le Dernier des Saxons ») est un film américain réalisé par James Stuart Blackton, sorti en 1910. 
Ce film muet en noir et blanc, réputé perdu, met en scène Harold Godwinson, dernier roi saxon d'Angleterre.

## Synopsis
En 1066, Harold, duc de Wessex, revendique le trône d'Angleterre après la mort du roi Édouard mais un autre prétendant se dresse contre lui, le duc de Normandie Guillaume....

## Fiche technique
- Titre original : The Last of the Saxons
- Réalisation : J. Stuart Blackton
- Scénario : J. Stuart Blackton
- Société de production : Vitagraph Company of America
- Société de distribution : General Film Company
- Pays de production :  États-Unis
- Langue : anglais
- Format : Noir et blanc – 1,33:1 – 35 mm – Muet
- Genre : film d'aventure
- Longueur de pellicule : 306 m (1 bobine)
- Année : 1910
- Date de sortie :
  - États-Unis : 7 octobre 1910

## Distribution
- James Young : Harold
- Clara Kimball Young : Aldyth